# Liste des circonscriptions électorales du Herefordshire and Worcestershire
Il y a 8 circonscriptions électorales dans les comtés cérémoniels du Herefordshire et Worcestershire. De 1974 à 1998, les deux comtés ont été administrativement et cérémonieusement, appelés Hereford et Worcester, et les circonscriptions ont traversé les frontières traditionnelles du comté. Cela a continué d'être le cas jusqu'à et y compris l'élection générale de 2005, mais depuis l'élection générale de 2010 deux circonscriptions sont tombées entièrement dans le Herefordshire et six au sein du Worcestershire. Il y a 2 Borough constituencies et six County constituencies.

## Circonscriptions
- † Conservateur
- ‡ Labour
- UKIP

(part) signifies that only part of a ward is located in the constituency.
| Nom                                 | Électeur | Majorité | Member of Parliament | Member of Parliament | Opposition | Opposition        | Circonscriptions électorales, | Map |
| ----------------------------------- | -------- | -------- | -------------------- | -------------------- | ---------- | ----------------- | ----------------------------- | --- |
| Bromsgrove CC                       | 73,337   | 16,529   |                      | Sajid Javid†         |            | Tom Ebbutt        |                               |     |
| Hereford and South Herefordshire CC | 71,485   | 16,890   |                      | Jesse Norman¤        |            | Nigel Ely         |                               |     |
| North Herefordshire CC              | 67,926   | 19,996   |                      | Bill Wiggin†         |            | Jonathan Oakton   |                               |     |
| Mid Worcestershire CC               | 73,069   | 20,532   |                      | Nigel Huddleston†    |            | Richard Keel      |                               |     |
| Redditch BC                         | 65,531   | 7,054    |                      | Karen Lumley†        |            | Rebecca Blake     |                               |     |
| West Worcestershire CC              | 73,394   | 22,578   |                      | Harriett Baldwin†    |            | Richard Charmings |                               |     |
| Worcester BC                        | 72,461   | 5,646    |                      | Robin Walker‡        |            | Joy Squires       |                               |     |
| Wyre Forest CC                      | 77,407   | 12,871   |                      | Mark Garnier†        |            | Matt Lamb         |                               |     |

## Changements de limites
| Name | Pre-2010 Limites                                                 | Limites actuelles |
| --- | ---------------------------------------------------------------- | ----------------- |
| Entièrement ou principalement en Herefordshire 1. Hereford CC 2. Leominster CC Entièrement ou principalement en Worcestershire 1. Bromsgrove CC 2. Mid Worcestershire CC 3. Redditch BC 4. West Worcestershire CC 5. Worcester BC 6. Wyre Forest CC | Parliamentary constituencies in Herefordshire and Worcestershire | Proposed Revision |

## Résultats
| 2005 | 2010 | 2015 |
| ---- | ---- | ---- |
|      |      |      |

## notes
1. ↑  BC denotes borough constituency, CC denotes county constituency.
2. ↑  The majority is the number of votes the winning candidate receives more than their nearest rival.